# Таллин (аэропорт)
Таллинский аэропорт имени Леннарта Мери (эст. Lennart Meri Tallinna lennujaam, также Ülemiste lennujaam) (IATA: TLL, ICAO: EETN) — главный международный аэропорт Эстонии, базовый аэропорт национальной авиакомпании Nordica, дополнительный хаб латвийской авиакомпании «airBaltic». Расположен в столице страны — городе Таллине.

## Описание
Расположен в 4 км от центра Таллина, в 20 километрах от порта Мууга и в 5 км от Таллинского пассажирского порта.
У аэропорта одна взлётно-посадочная полоса длиной 3480 (ранее — 3070) метров (11 410 / 10 070 футов) и шириной 45 метров, четыре рулёжных дорожки и восемь ворот. Аэропорт обслуживает главным образом небольшие воздушные суда типа Боинг 737—300/500 и Airbus A320, но также способен принимать и большие суда типа Боинг-747.

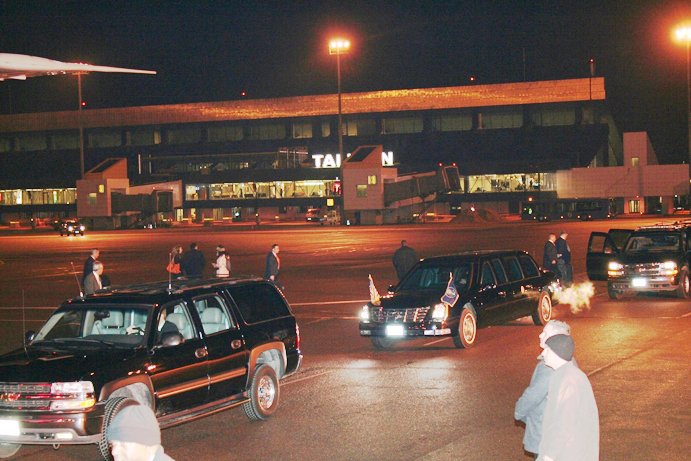
Кортеж Джорджа Буша в аэропорту Таллина, 2006 год

Самым большим самолетом, который приземлялся в таллинском аэропорту, был самолёт авиакомпании «Волга-Днепр» Ан-124 в апреле 2009 года. Аэропортом управляет акционерное общество Tallinna Lennujaam AS, которое на 100 % принадлежит эстонскому государству.
Пассажирский терминал был построен в 1980 году к летним Олимпийским играм в Москве (Таллин принимал соревнования по парусному порту в рамках Игр). С зимы 2007 года по лето 2008 года была проведена масштабная перестройка пассажирского терминала, при этом была увеличена пропускная способность аэропорта, что позволит справиться с растущим количеством гостей, прибывающих в Таллин.
29 марта 2009 года, в день 80-летия со дня рождения президента Эстонии Леннарта Мери (1929—2006), Таллинскому аэропорту было присвоено его имя.
C 8 ноября 2015 года из-за банкротства прекратила полёты национальная авиакомпания Эстонии «Estonian Air», до этого бывшая базовым перевозчиком в данном аэропорту.
В 2019 году аэропорт обслужил 3 267 909 пассажиров. С 2009 года по 2019 год пассажиропоток увеличился на 1,9 млн человек (более чем на 140 %).
В 2020 году, в связи с пандемией COVID-19, аэропорт перевёз 863 588 пассажиров, что составило только 26,4 % от показателя 2019 года. Число лётных операций снизилось на 52 %, объёмы грузовых перевозок снизились на 15,8 %.

## Перевозчики и пункты назначения

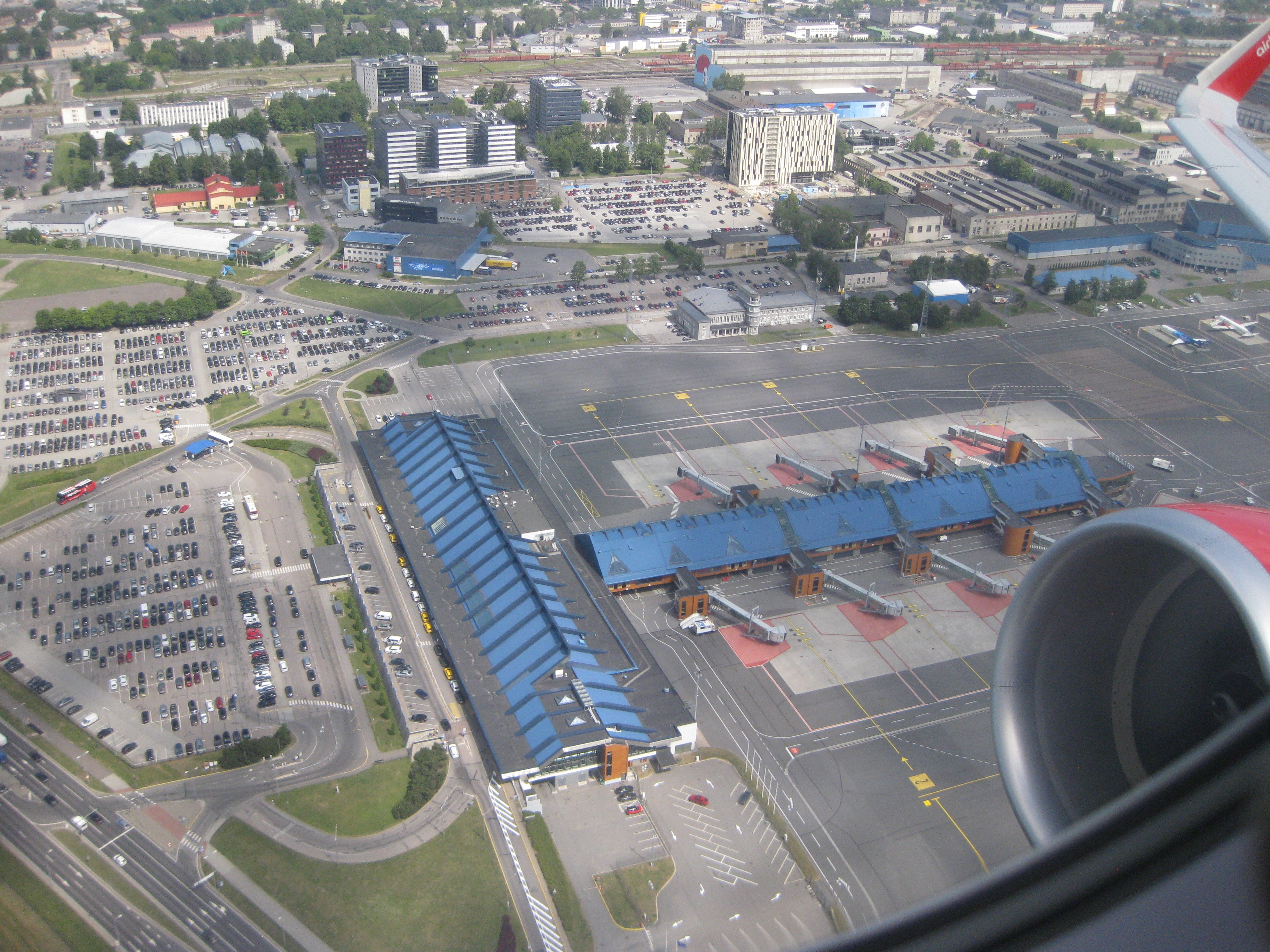
Аэрофото Таллинского аэропорта

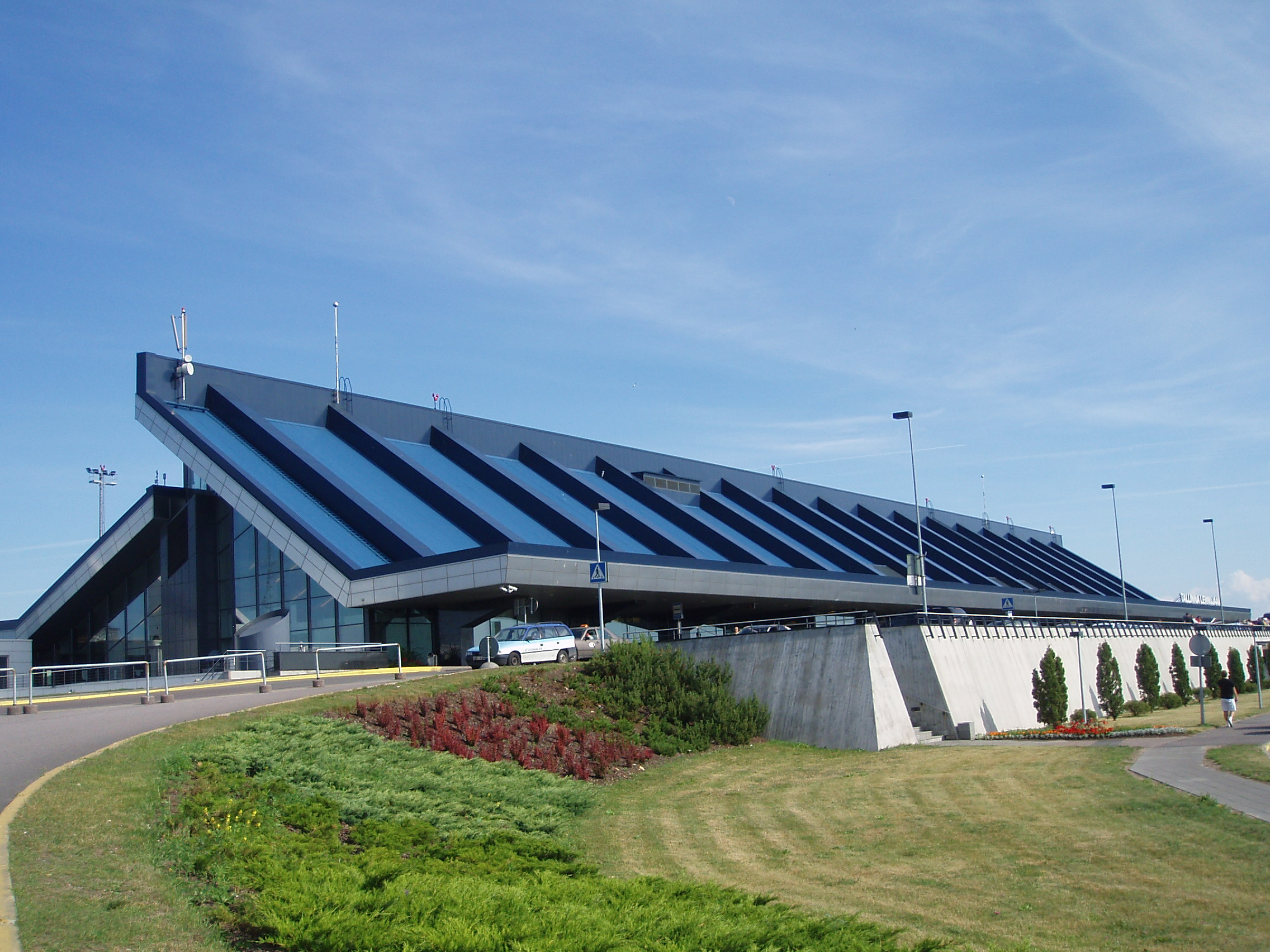
Здание Таллинского аэровокзала

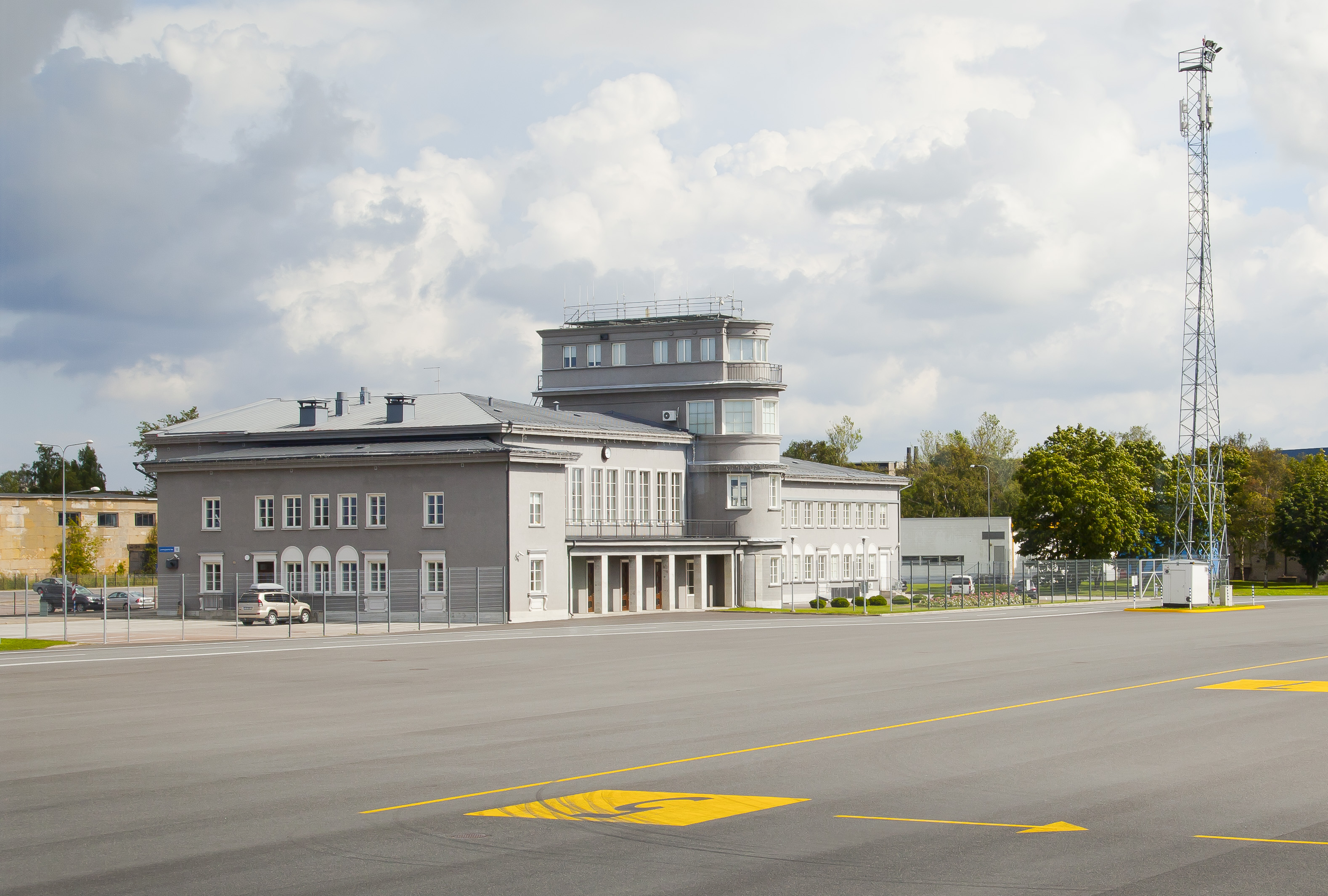
Старое здание Таллинского аэровокзала

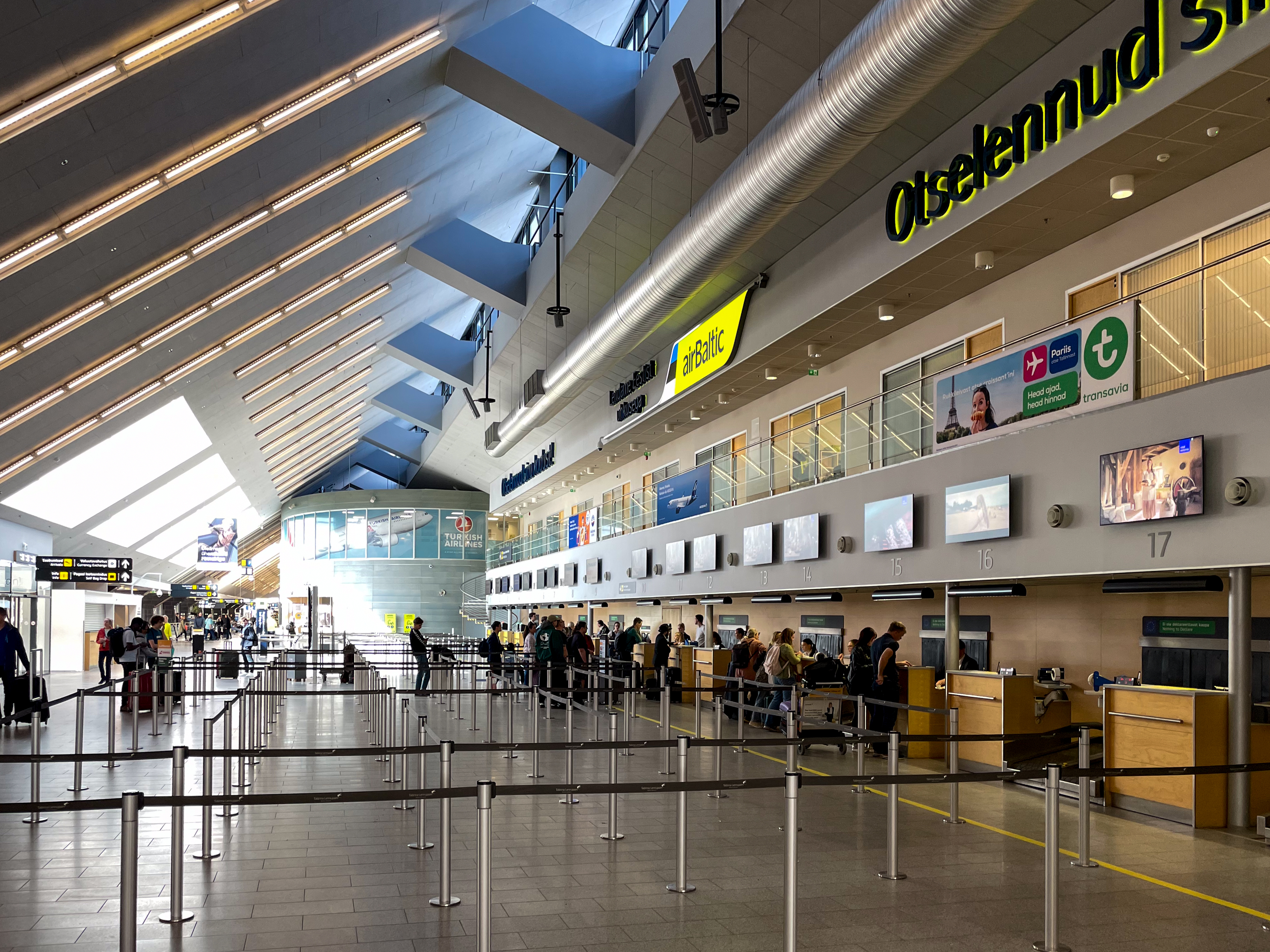
Пассажирский терминал Таллинского аэропорта

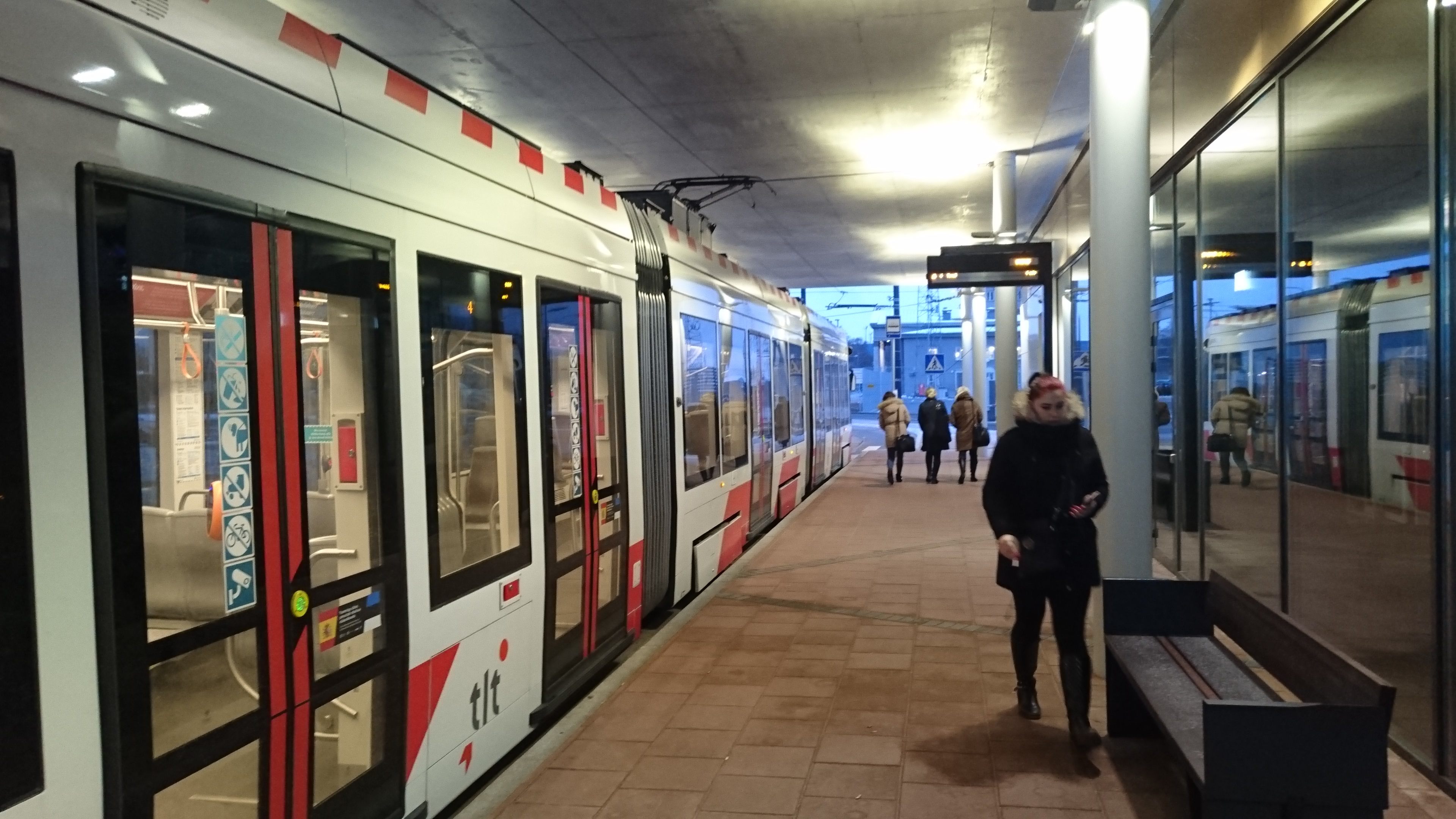
Трамвайный терминал Таллинского аэропорта

## Основные показатели деятельности аэропорта
| Год  | Пассажиропоток, чел. | Пассажиропоток, чел.         | Число регулярных линий | Число лётных операций (LOP)* | Грузопоток (почта и товары), тонн |
| ---- | -------------------- | ---------------------------- | ---------------------- | ---------------------------- | --------------------------------- |
| Год  | Всего                | в т. ч. на внутренних линиях | Число регулярных линий | Число лётных операций (LOP)* | Грузопоток (почта и товары), тонн |
| 1992 | 205 776              | ..                           | ..                     | 11 000                       | 1124                              |
| 1993 | 239 760              | 14073                        | 14                     | 12 170                       | 1417                              |
| 1994 | 336 282              | 3230                         | 14                     | 13 378                       | 2362                              |
| 1995 | 366 919              | 2930                         | 16                     | 13 784                       | 2488                              |
| 1996 | 431 212              | 3696                         | 16                     | 16 695                       | 3997                              |
| 1997 | 502 442              | 4988                         | 17                     | 21 455                       | 5590                              |
| 1998 | 563 946              | 7588                         | 17                     | 24 951                       | 5991                              |
| 1999 | 550 747              | 6446                         | 18                     | 23 590                       | 5326                              |
| 2000 | 559 658              | 5727                         | 15                     | 23 358                       | 4690                              |
| 2001 | 573 493              | 5232                         | 16                     | 23 633                       | 4543                              |
| 2002 | 605 697              | 14 820                       | 14                     | 26 226                       | 4292                              |
| 2003 | 715 859              | 16 159                       | 14                     | 25 294                       | 5080                              |
| 2004 | 997 461              | 18 053                       | 18                     | 28 149                       | 5237                              |
| 2005 | 1 401 059            | 23 213                       | 24                     | 33 610                       | 9937                              |
| 2006 | 1 541 832            | 22 405                       | 26                     | 33 989                       | 10 361                            |
| 2007 | 1 728 430            | 20 406                       | 27                     | 38 844                       | 22 764                            |
| 2008 | 1 811 536            | 21 473                       | 26                     | 41 654                       | 41 867                            |
| 2009 | 1 346 236            | 22 329                       | 24                     | 32 572                       | 21 001                            |
| 2010 | 1 384 831            | ..                           | ..                     | 33 587                       | 11 960                            |
| 2011 | 1 913 172            | ..                           | ..                     | 40 298                       | 18 371                            |
| 2012 | 2 206 692            | ..                           | 21                     | 48 531                       | 23 921                            |
| 2013 | 1 958 801            | ..                           | 20                     | 37 856                       | 20 941                            |
| 2014 | 2 017 371            | 17 441                       | 20                     | 37 791                       | 19 860                            |
| 2015 | 2 166 663            | 20 271                       | 20                     | 41 513                       | 16 156                            |
| 2016 | 2 221 615            | 18 079                       | 23                     | 40 938                       | 13 940                            |
| 2017 | 2 648 361            | 25 255                       | 25                     | 45 235                       | 11 345                            |
| 2018 | 3 007 644            | 28 709                       | 27                     | 48 568                       | 11 518                            |
| 2019 | 3 267 910            | 31 768                       | 28                     | 47 867                       | 10 916                            |
| 2020 | 863 589              | 24 841                       | 15                     | 22 964                       | 9192                              |
| 2021 | 1 301 066            | 39 454                       | 41                     | 26 690                       | 10 560                            |
| 2022 | 2 748 255            | 51 303                       | 42                     | 38 028                       | 11 110                            |
| 2023 | 2 961 564            | 59 029                       | 44                     | 38 155                       | 8753                              |
| 2024 | 3 492 114            | 27 332                       | 49                     | 42 403                       | 9910                              |

* LOP — всего лётных операций, т. е. взлёт и посадка.
|                          |
| Обновлено: 2 апреля 2025 |

## Общественный транспорт
- Движение по трамвайному маршруту № 4 из аэропорта в центр города временно прекращено до окончания строительства поблизости с аэропортом железнодорожного терминала Rail Baltica.
- Городские автобусные маршруты:
  - № 2 до центра города и морского пассажирского порта (37—56 рейсов в сутки)
  - № 49 до Виймси (18–29 рейсов в сутки)
  - № 65 до района Ласнамяэ (18–37 рейсов в сутки).
- Междугородние ввтобусы Lux Express и Simple Express, следующие в Тарту и Выру.
- В 700 метрах от аэропорта расположена железнодорожная станция Юлемисте (Ülemiste), на которой останавливаются поезда, следующие в направлении Тарту и Нарвы.

## Ссылка
- На Викискладе есть медиафайлы по теме Таллинский аэропорт имени Леннарта Мери
- Официальный сайт Таллинского аэропорта